# Trent (Dakota Południowa)
Trent – miasto w Stanach Zjednoczonych, w stanie Dakota Południowa, w hrabstwie Moody.